# Ujong Nga
Ujong Nga is een bestuurslaag in het regentschap Aceh Barat van de provincie Atjeh, Indonesië. Ujong Nga telt 281 inwoners (volkstelling 2010).